# Gymnothorax
Gymnothorax je rod jeguljki iz porodice murinki (Muraenidae).

## Vrste
Do sad je zabilježeno 129 vrste iz ovog roda:
1. Gymnothorax afer Bloch, 1795
2. Gymnothorax albimarginatus (Temminck & Schlegel, 1846)
3. Gymnothorax angusticauda (Weber & de Beaufort, 1916)
4. Gymnothorax angusticeps (Hildebrand & Barton, 1949)
5. Gymnothorax annasona Whitley, 1937
6. Gymnothorax annulatus Smith & Böhlke, 1997
7. Gymnothorax atolli (Pietschmann, 1935)
8. Gymnothorax australicola Lavenberg, 1992
9. Gymnothorax austrinus Böhlke & McCosker, 2001
10. Gymnothorax bacalladoi Böhlke & Brito, 1987
11. Gymnothorax baranesi Smith, Brokovich & Einbinder, 2008
12. Gymnothorax bathyphilus Randall & McCosker, 1975
13. Gymnothorax berndti Snyder, 1904
14. Gymnothorax breedeni McCosker & Randall, 1977
15. Gymnothorax buroensis (Bleeker, 1857)
16. Gymnothorax castaneus (Jordan & Gilbert, 1883)
17. Gymnothorax castlei Böhlke & Randall, 1999
18. Gymnothorax cephalospilus Böhlke & McCosker, 2001
19. Gymnothorax chilospilus Bleeker, 1864
20. Gymnothorax chlamydatus Snyder, 1908
21. Gymnothorax conspersus Poey, 1867
22. Gymnothorax cribroris Whitley, 1932
23. Gymnothorax davidsmithi McCosker & Randall, 2008
24. Gymnothorax dovii (Günther, 1870)
25. Gymnothorax elegans Bliss, 1883
26. Gymnothorax emmae Prokofiev, 2010
27. Gymnothorax enigmaticus McCosker & Randall, 1982
28. Gymnothorax equatorialis (Hildebrand, 1946)
29. Gymnothorax eurostus (Abbott, 1860)
30. Gymnothorax eurygnathos Böhlke, 2001
31. Gymnothorax favagineus Bloch & Schneider, 1801
32. Gymnothorax fimbriatus (Bennett, 1832)
33. Gymnothorax flavimarginatus (Rüppell, 1830)
34. Gymnothorax flavoculus (Böhlke & Randall, 1996)
35. Gymnothorax formosus Bleeker, 1864
36. Gymnothorax funebris Ranzani, 1839
37. Gymnothorax fuscomaculatus (Schultz, 1953)
38. Gymnothorax gracilicauda Jenkins, 1903
39. Gymnothorax griseus (Lacepède, 1803)
40. Gymnothorax hansi Heemstra, 2004
41. Gymnothorax hepaticus (Rüppell, 1830)
42. Gymnothorax herrei Beebe & Tee-Van, 1933
43. Gymnothorax hubbsi Böhlke & Böhlke, 1977
44. Gymnothorax intesi (Fourmanoir & Rivaton, 1979)
45. Gymnothorax isingteena (Richardson, 1845)
46. Gymnothorax javanicus (Bleeker, 1859)
47. Gymnothorax johnsoni (Smith, 1962)
48. Gymnothorax kidako (Temminck & Schlegel, 1846)
49. Gymnothorax kolpos Böhlke & Böhlke, 1980
50. Gymnothorax kontodontos Böhlke, 2000
51. Gymnothorax longinaris Allen, Erdmann & Sianipar, 2018
52. Gymnothorax longinquus (Whitley, 1948)
53. Gymnothorax maderensis (Johnson, 1862)
54. Gymnothorax mareei Poll, 1953
55. Gymnothorax margaritophorus Bleeker, 1864
56. Gymnothorax marshallensis (Schultz, 1953)
57. Gymnothorax mccoskeri Smith & Böhlke, 1997
58. Gymnothorax megaspilus Böhlke & Randall, 1995
59. Gymnothorax melanosomatus Loh, Shao & Chen, 2011
60. Gymnothorax melatremus Schultz, 1953
61. Gymnothorax meleagris (Shaw, 1795)
62. Gymnothorax microstictus Böhlke, 2000
63. Gymnothorax miliaris (Kaup, 1856)
64. Gymnothorax minor (Temminck & Schlegel, 1846)
65. Gymnothorax moluccensis (Bleeker, 1864)
66. Gymnothorax monochrous (Bleeker, 1856)
67. Gymnothorax monostigma (Regan, 1909)
68. Gymnothorax mordax (Ayres, 1859)
69. Gymnothorax moringa (Cuvier, 1829)
70. Gymnothorax nasuta de Buen, 1961
71. Gymnothorax neglectus Tanaka, 1911
72. Gymnothorax nigromarginatus (Girard, 1858)
73. Gymnothorax niphostigmus Chen, Shao & Chen, 1996
74. Gymnothorax nubilus (Richardson, 1848)
75. Gymnothorax nudivomer (Günther, 1867)
76. Gymnothorax nuttingi Snyder, 1904
77. Gymnothorax obesus (Whitley, 1932)
78. Gymnothorax ocellatus Agassiz, 1831
79. Gymnothorax panamensis (Steindachner, 1876)
80. Gymnothorax parini Collette, Smith & Böhlke, 1991
81. Gymnothorax paucivertebralis Allen, Erdmann & Sianipar, 2018
82. Gymnothorax phalarus Bussing, 1998
83. Gymnothorax pharaonis Smith, Bogorodsky, Mal & Alpermann, 2019
84. Gymnothorax phasmatodes (Smith, 1962)
85. Gymnothorax philippinus Jordan & Seale, 1907
86. Gymnothorax pictus (Ahl, 1789)
87. Gymnothorax pikei Bliss, 1883
88. Gymnothorax pindae Smith, 1962
89. Gymnothorax polygonius Poey, 1875
90. Gymnothorax polyspondylus Böhlke & Randall, 2000
91. Gymnothorax polyuranodon (Bleeker, 1854)
92. Gymnothorax porphyreus (Guichenot, 1848)
93. Gymnothorax prasinus (Richardson, 1848)
94. Gymnothorax prionodon Ogilby, 1895
95. Gymnothorax prismodon Böhlke & Randall, 2000
96. Gymnothorax prolatus Sasaki & Amaoka, 1991
97. Gymnothorax pseudoherrei Böhlke, 2000
98. Gymnothorax pseudomelanosomatus Loh, Shao & Chen, 2015
99. Gymnothorax pseudothyrsoideus (Bleeker, 1853)
100. Gymnothorax pseudotile Mohapatra, Smith, Ray, Mishra & Mohanty, 2017
101. Gymnothorax punctatofasciatus Bleeker, 1863
102. Gymnothorax punctatus Bloch & Schneider, 1801
103. Gymnothorax randalli Smith & Böhlke, 1997
104. Gymnothorax reevesii (Richardson, 1845)
105. Gymnothorax reticularis Bloch, 1795
106. Gymnothorax richardsonii (Bleeker, 1852)
107. Gymnothorax robinsi Böhlke, 1997
108. Gymnothorax rueppelliae (McClelland, 1844)
109. Gymnothorax sagenodeta (Richardson, 1848)
110. Gymnothorax sagmacephalus Böhlke, 1997
111. Gymnothorax saxicola Jordan & Davis, 1891
112. Gymnothorax serratidens (Hildebrand & Barton, 1949)
113. Gymnothorax shaoi Chen & Loh, 2007
114. Gymnothorax smithi Sumod, Mohapatra, Sanjeevan, Kishor & Bineesh, 2019
115. Gymnothorax sokotrensis Kotthaus, 1968
116. Gymnothorax steindachneri Jordan & Evermann, 1903
117. Gymnothorax taiwanensis Chen, Loh & Shao, 2008
118. Gymnothorax thyrsoideus (Richardson, 1845)
119. Gymnothorax tile (Hamilton, 1822)
120. Gymnothorax undulatus (Lacepède, 1803)
121. Gymnothorax unicolor (Delaroche, 1809)
122. Gymnothorax vagrans (Seale, 1917)
123. Gymnothorax verrilli (Jordan & Gilbert, 1883)
124. Gymnothorax vicinus (Castelnau, 1855)
125. Gymnothorax visakhaensis Mohapatra, Smith, Mohanty, Mishra & Tudu, 2017
126. Gymnothorax walvisensis Prokofiev, 2009
127. Gymnothorax woodwardi McCulloch, 1912
128. Gymnothorax ypsilon Hatooka & Randall, 1992
129. Gymnothorax zonipectis Seale, 1906

## Vanjske poveznice
|  | Zajednički poslužitelj ima još gradiva o temi Gymnothorax |
|  | Wikivrste imaju podatke o taksonu Gymnothorax             |